# 295. strelska divizija (ZSSR)
295. strelska divizija (izvirno rusko 295. стрелковая дивизия; kratica 295. SD) je bila strelska divizija Rdeče armade v času druge svetovne vojne.

## Zgodovina
Divizija je bila ustanovljena septembra 1941 v Čugujevu.